# 에드윈 루티언스

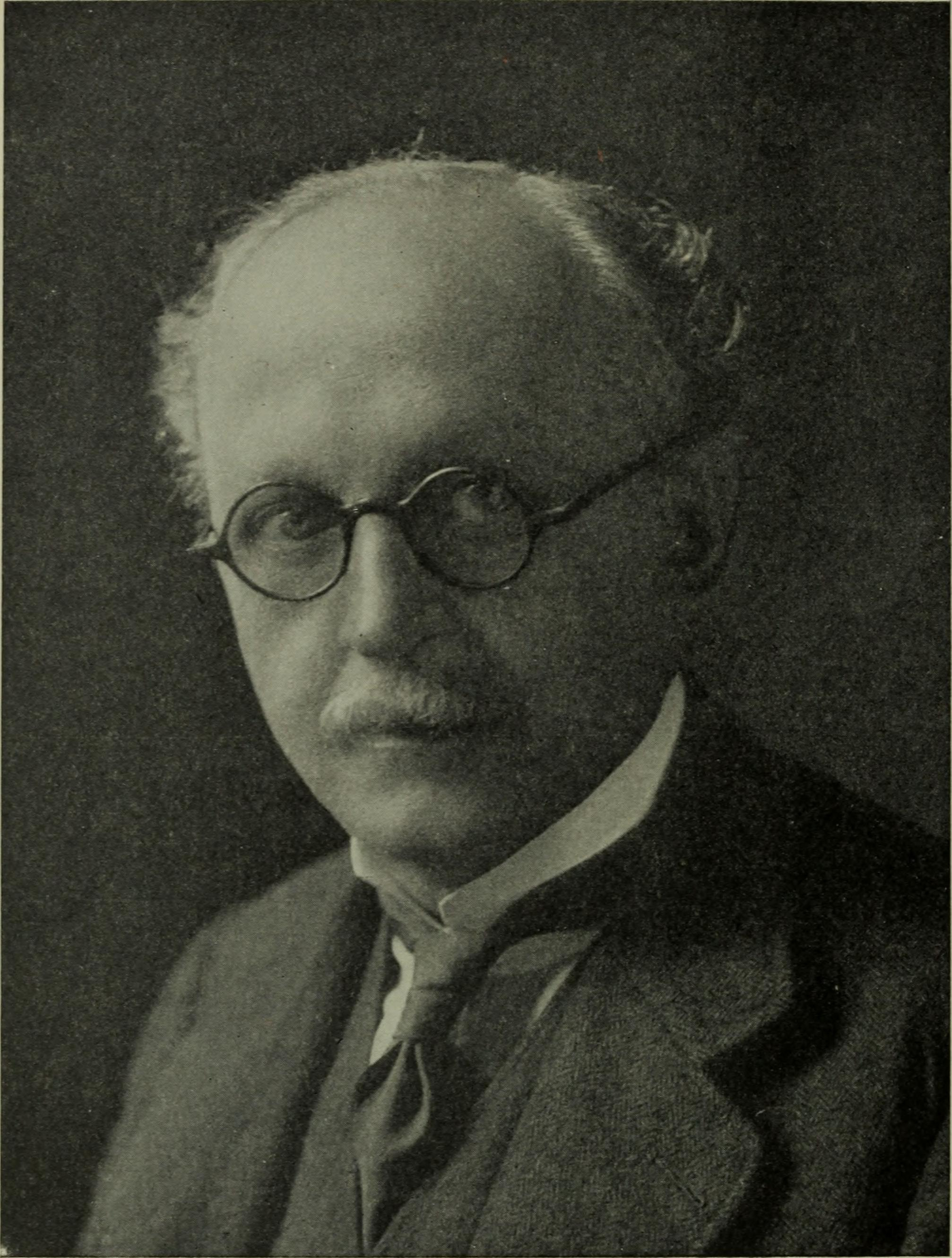

에드윈 랜드시어 루티언스 경(영어: Sir Edwin Landseer Lutyens OM KCIE, 영어 발음: /ˈlʌtjənz/, 1869년 3월 29일 ~ 1944년 1월 1일)은 영국의 건축가이다.
허버트 베이커(Herbert Baker)와 함께 뉴델리의 도시 계획에 종사하였으며, 대표적인 작품으로 인도 대통령 관저 라슈트라파티 바반과 인디아 게이트 등이 있다.

## 서훈
- 1918년 기사작위(Knight Bachelor) 서임[1]
- 1930년 인도 제국 훈장 2등급(KCIE, 작위급 훈장)[2]
- 1942년 메리트 훈장(Order of Merit; OM)[3]